# Jerzy Bidziński
Jerzy Bidziński (ur. 30 listopada 1928, zm. 30 grudnia 2019) – polski neurochirurg, prof. dr hab.

## Życiorys
Obronił pracę doktorską, następnie habilitował się na podstawie dorobku naukowego i pracy. 20 marca 1990 nadano mu tytuł profesora w zakresie nauk medycznych. Objął funkcję zastępcy przewodniczącego w Komitecie Nauk Neurologicznych na VI Wydziale Nauk Medycznych Polskiej Akademii Nauk, kierownika w Katedrze i Kliniki Neurochirurgii na I Wydziale Lekarskim z Oddziałem Stomatologicznym Akademii Medycznej w Warszawie, oraz prezesa honorowego Polskiego Towarzystwa Neurochirurgów.
Pochowany na  Starych Powązkach (kw. 40-1-9).

## Odznaczenia
- Medal Komisji Edukacji Narodowej[3]
- Krzyż Kawalerski Orderu Odrodzenia Polski[3]
- Odznaka honorowa „Za wzorową pracę w służbie zdrowia”[3]
- Złoty Krzyż Zasługi[3]